# 豐樂里 (臺中市)

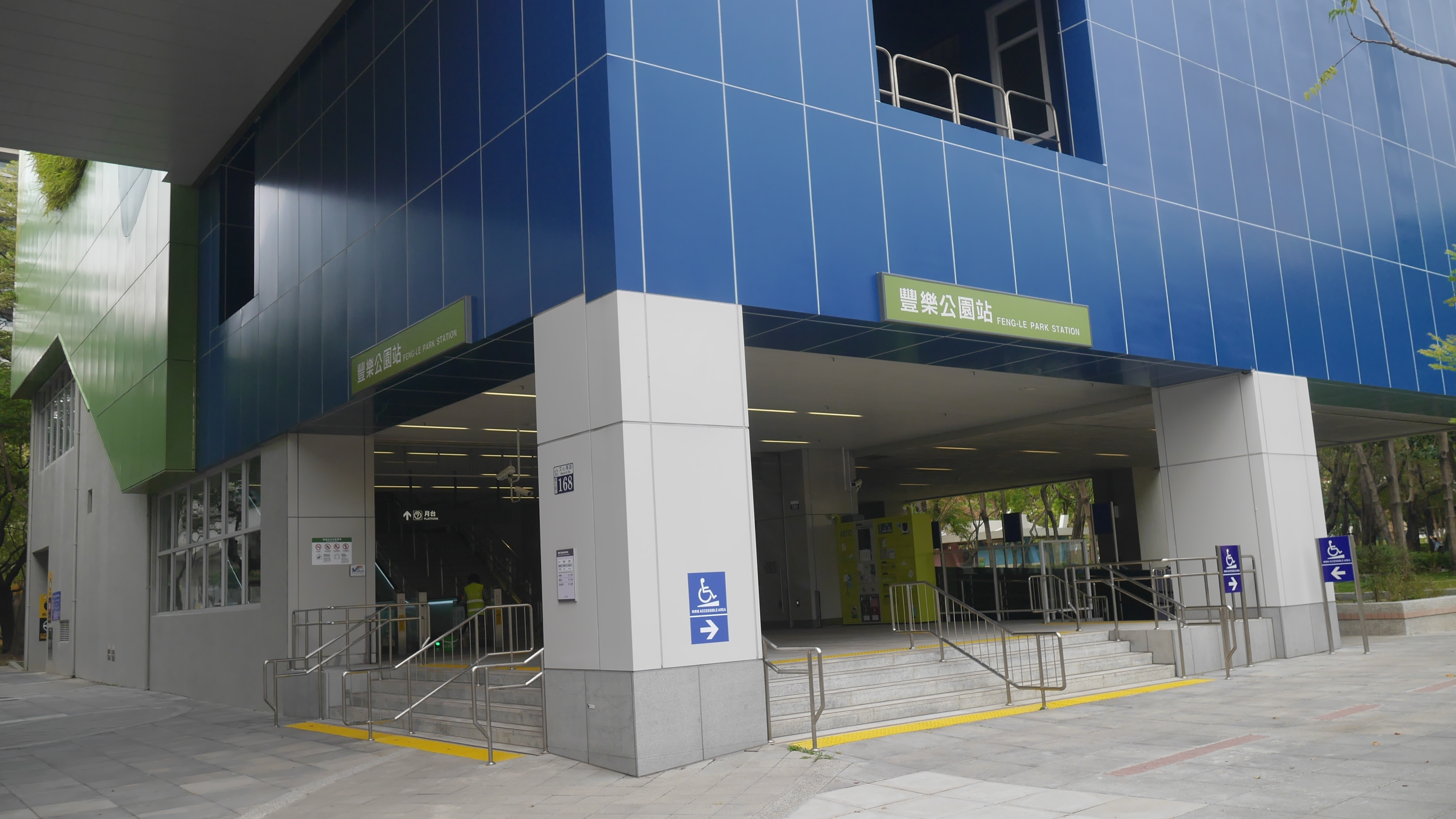
捷運豐樂公園站

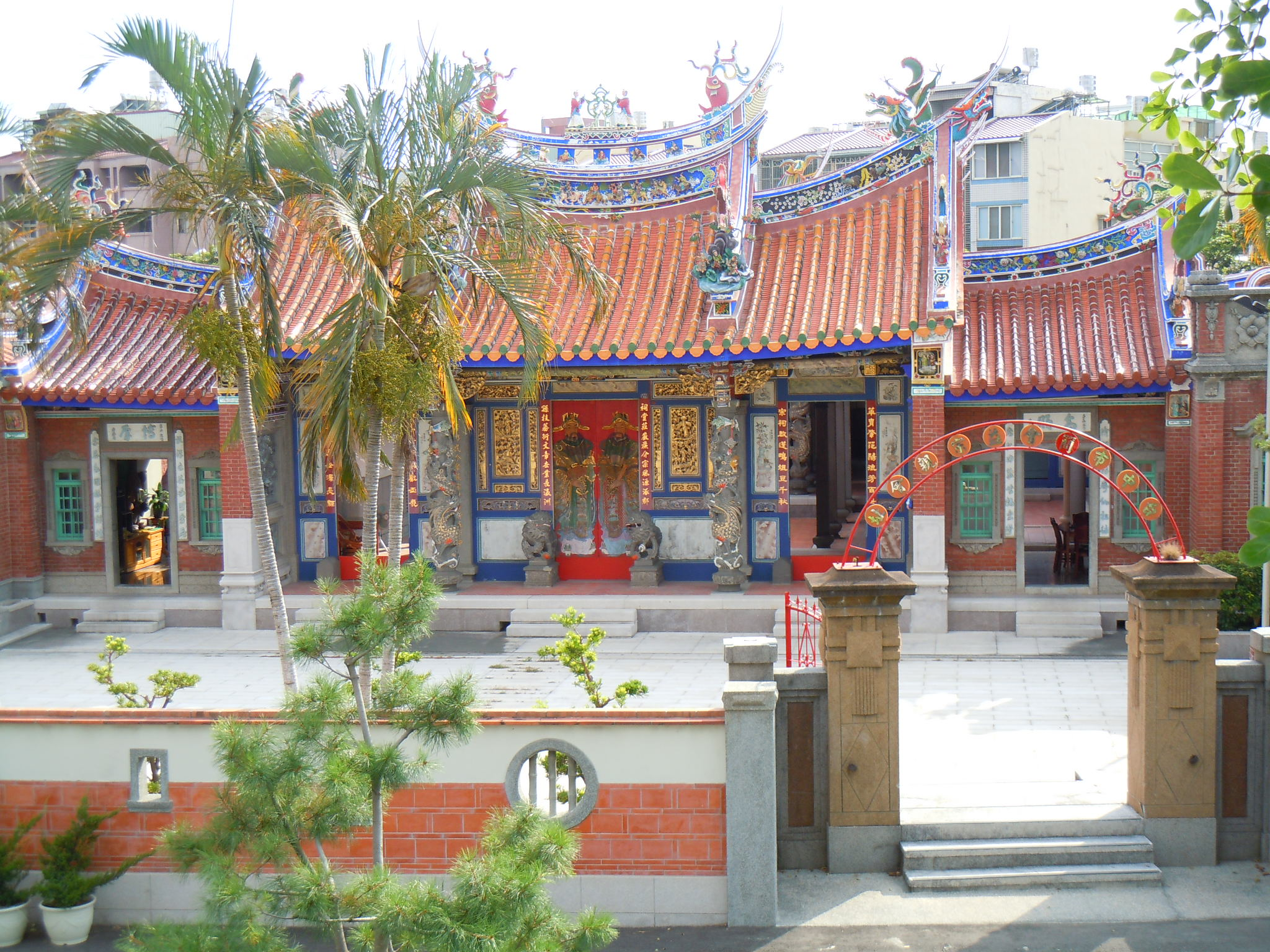
簡氏宗祠

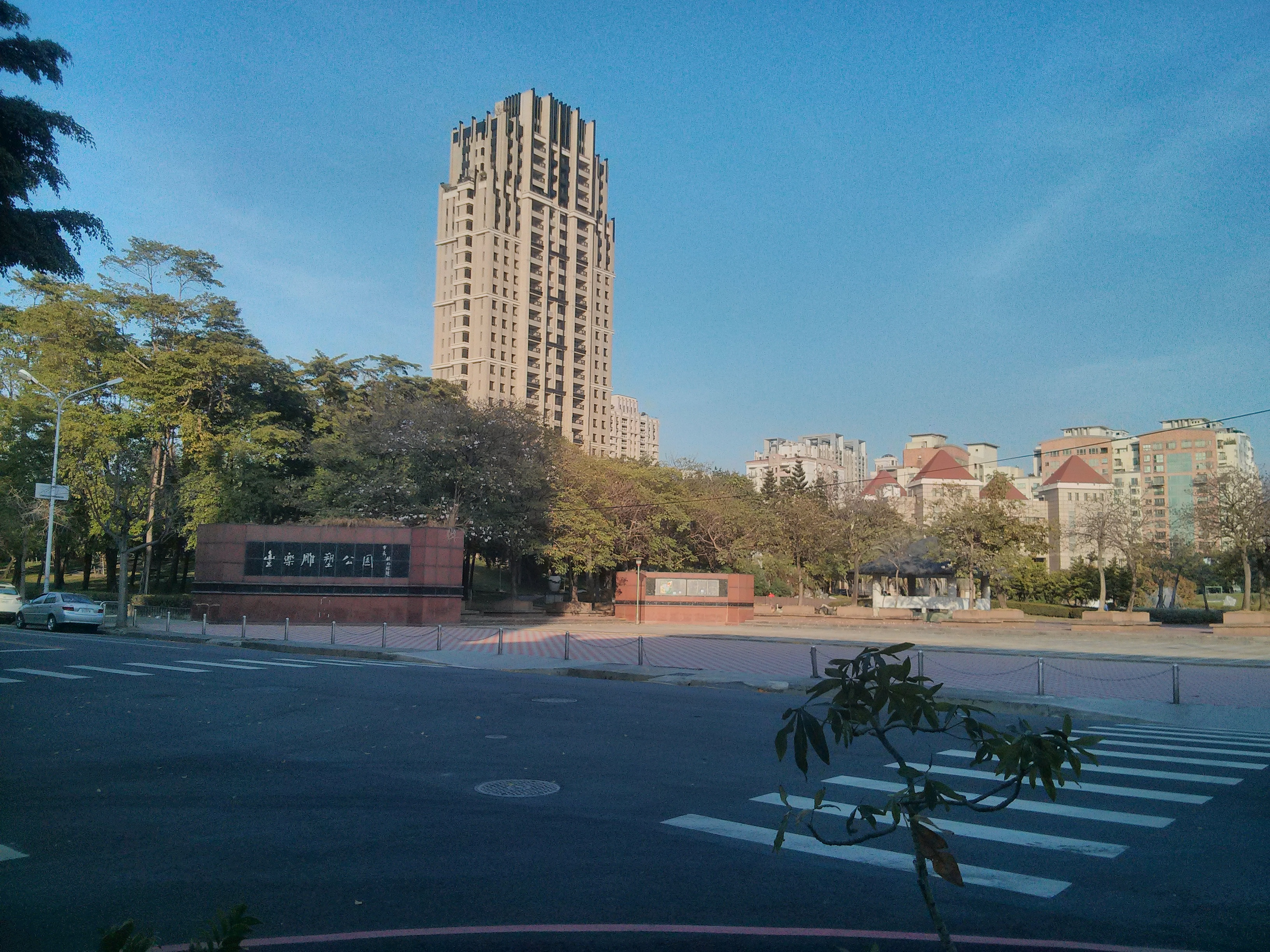
豐樂雕塑公園

豐樂里，舊稱「麻糍埔」，位於臺灣臺中市南屯區東南部，人口約有1.4萬人，是南屯區的人口第二大里（僅次於文山里）。

## 地理位置
北臨文心南三路、向心南路一小段、永春東路一小段、永春東路700巷一小段、文心南二路439巷，及一條向北延伸的路，並穿越舊南屯戶政事務所及郵局之間、南屯路二段。
西接南屯溪、永春東路、並沿著重劃前的舊路，像東南方延伸至益豐路三段及永春東三路口附近，並沿著舊南屯溪一小段，之後向東南方至環中路五段及精誠南路口附近。
東及南鄰麻園頭溪及土庫溪。

## 重劃區
因本區有許多重劃區，所以生活便利，道路筆直。
- 臺中市第八期市地重劃區

- 臺中市第十三期市地重劃區
- 臺中市單元四新八市地重劃區
- 臺中市單元五高鐵新市鎮自辦市地重劃區

## 交通
由於此區大多為重劃區，所以道路筆直寬敞，有文心南路、 市道127號黎明路、三民西路、永春東路穿過此區。

## 文化史蹟
- 舊南屯溪遺址
- 麻糍埔遺址
- 簡氏宗祠

## 公共設施

### 捷運車站
- 捷運豐樂公園站

### 學校
- 萬和國中

### 公園
- 豐樂雕塑公園
- 南苑公園
- 正心公園

### 量販店
- Costso台中店：為全球業績最好的分店。[2]
- 迪卡儂台中店